# Zisa (Palermo)

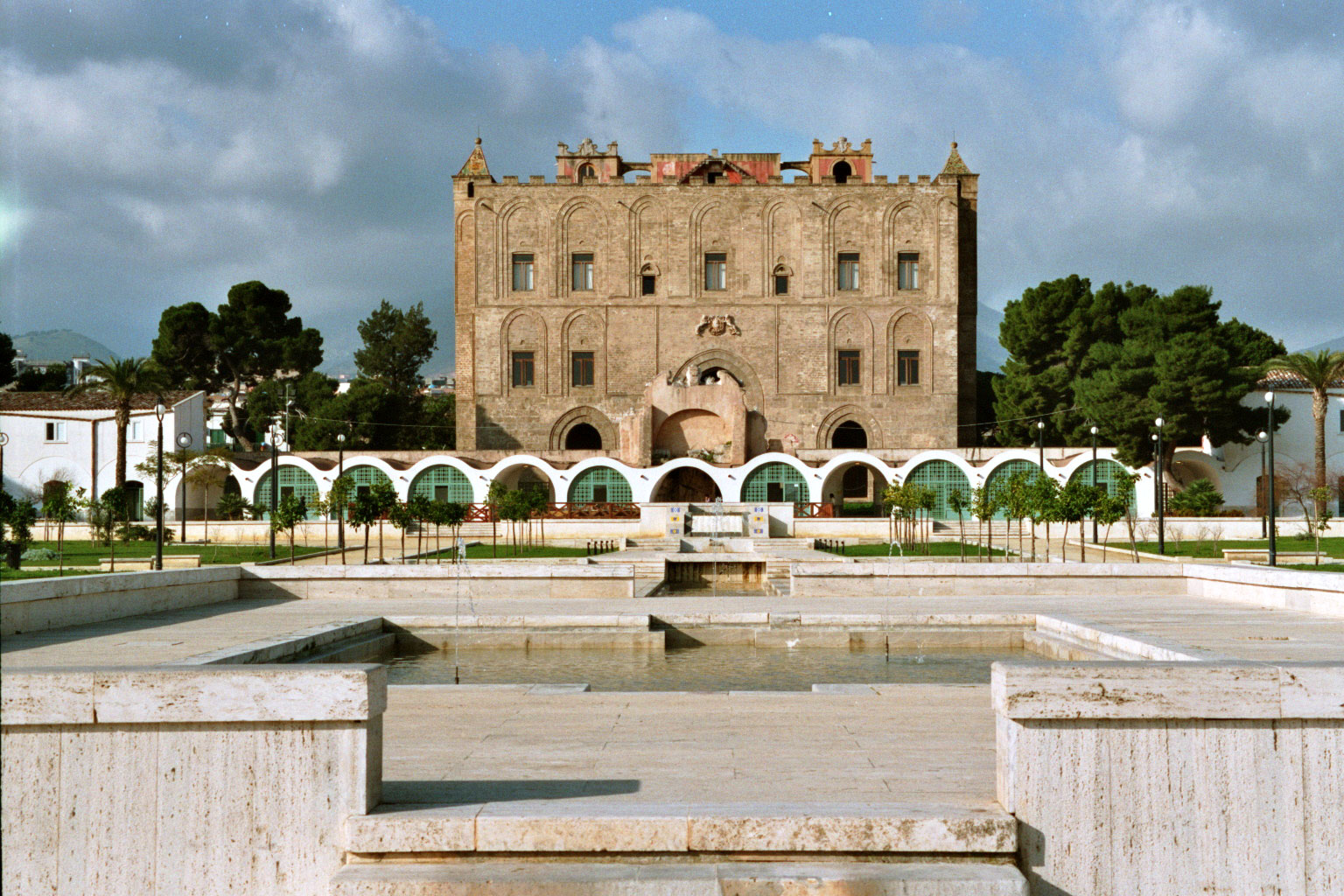
Namensgebender Palast La Zisa mit Gartenanlage von 2005

Zisa ist ein Stadtteil von Palermo im V. Stadtbezirk. Der Name leitet sich  vom normannischen Königspalast La Zisa ab. Der Stadtteil ist weiter unterteilt in die Viertel Zisa-Ingastone, Zisa-Quattrocamere und Olivuzza.

## Lage
Das Stadtviertel Zisa befindet sich im Stadtzentrum von Palermo. Die Nachbarviertel sind im Norden Noce, im Osten Politeama, im Süden Cuba-Calatafimi und Palazzo Reale-Monte di Pietà und im Westen von Altarello. Das Stadtviertel wird  im Norden von der Via Perpignano, der Piazza Principe di Camporeale und der Via Dante Algheri bis zur im Osten verlaufenden Via Salvatore Spataro begrenzt. Die östliche Begrenzung verläuft von der Via Salvatore Spataro über Passagio P.L. 1, Cortile Barcellona, Vicolo Bernava und Via S.Lo.Forte bis zur Corso Camillo Finocchiaro Aprile und weiter über Corso A. Amedeo bis zur Via Gaetano Mosca. Im Süden verläuft die Grenze des Viertels von Ost nach West über die Via Gaetano Mosca bis zur Via Colonna Rotta, weiter über Antonino Via della Rovere zur Via Danisinni und in deren Verlauf bis zur Piazza Daisinni, danach bilden Via Siccheria Quattro Camere, Via Libero Grassi, Via Portello den südlichen Abschluss. Im Westen verläuft die Grenze entlang der Viale della Regione Siciliana Nord Ovest.

## Beschreibung
Das Gebiet des heutigen Stadtviertels gehörte zur normannischen Zeit zum königlichen Park Genoardo.  Dieses, außerhalb der historischen Stadtmauern Palermos gelegene, ehemalige Jagdgebiet war lange Zeit mit wenigen Häusern dünn besiedelt und einige Getreidemühlen am Fluss Gabriele prägten die Umgebung. Im 19. und 20. Jahrhundert wuchs die Bevölkerung in diesem Gebiet rasch an und Zisa entwickelte sich zu einem bevölkerungsreichen Stadtteil Palermos. 
Zu den kulturell wichtigsten Orten des Stadtviertels gehört der mittelalterliche Palast La Zisa, in dem sich heute Palermos Museum für islamische Kunst befindet. Seit 2005 gibt es vor dem Palast einen Garten im arabischen Stil mit zahlreichen Springbrunnen. Unweit davon befindet sich das zwischen 1899 und 1902 errichtete Villino Florio. Sie wurde von Ernesto Basile als Jugendstilvilla entworfen und dient heute als Museum für Wohnkultur der Belle Époque. Darüber hinaus ist in einem ehemaligen Industriegebiet mit den Cantieri Culturali alla Zisa ein modernes Kulturzentrum entstanden, in dem sich beispielsweise das örtliche Goethe-Institut, das Institut français, die Filmhochschule Scuola nazionale di cinema sowie Theater-, Kino- und Ausstellungsräume befinden.